# قمي المسام الراحي
قمي المسام الراحي (الاسم العلمي: Acropora palmata) (بالإنجليزية: Elkhorn Coral)‏ هو نوع من اللاسعات يتبع جنس قمي المسام من فصيلة قميات المسام.